# GAU–8 Avenger

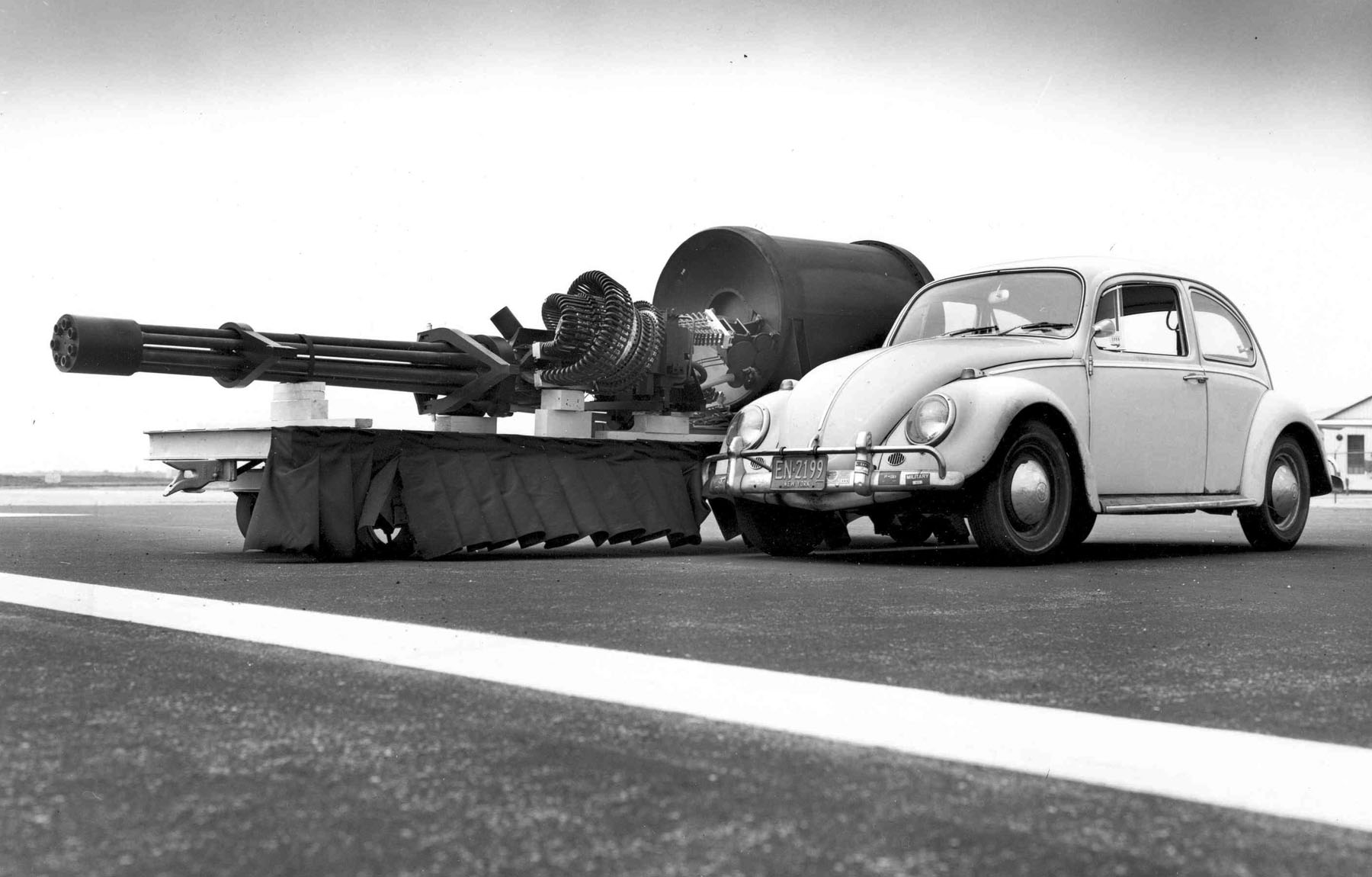
A fegyver méretét jól érzékelteti a mellette álló Bogár

A GAU–8 Avenger 30 mm-es hétcsövű, Gatling-rendszerű (forgócsövű) gépágyú, melyet az USAF A–10 Thunderbolt II csatarepülőgépein alkalmaznak. Nagy tűzgyorsaságú, hatékony lőfegyver, melyet kifejezetten páncéltörő feladatkörre terveztek.

## Műszaki adatok
- Lőszer: 30 × 173 mm
- Csőhossz: 2299 mm (L/80)
- A rendszer teljes hossza: 5,06 m
- Tömege: 281,2 kg (GAU–8/A)
- A rendszer teljes tömege töltve: 1830 kg
- A tüzeléskor fellépő reakcióerő: 40 kN
- Csőtorkolati sebesség: 988–1052 m/s
- Elméleti tűzgyorsaság: 4200 lövés/perc
- Hatásos lőtávolság: kb. 1600 m
- Lőszertároló kapacitás: 1174 lőszer